# 福島県立本宮高等学校
福島県立本宮高等学校（ふくしまけんりつ もとみやこうとうがっこう）は、福島県本宮市に所在する県立高等学校。

## 概要
- 通称本高（もとこう）。
- 普通科の学区は県北学区と県中学区で、鏡石町以北の中通り中北部全域が学区のため、生徒の通学区域が幅広い（福島市と郡山市の双方から通学できる）。

## 設置学科
- 全日制課程
  - 普通科
  - 情報会計科

## 沿革
- 1915年 - 福島県本宮実科高等女学校として創立。
- 1948年 - 学制改革により、福島県本宮高等学校となる。普通科を設置。
- 1949年 - 県移管により、福島県立本宮高等学校と校名改称。
- 1958年 - 商業科を設置。
- 1983年 - 現在地に移転する。なお、旧校舎跡地は後にみずいろ公園となる。
- 1995年 - 商業科を情報会計科に改編した。
- 2025年 - 本宮高校敷地内に福島県立あだち支援学校高等部が併設

## 部活動

### 運動部
- バスケットボール
- ハンドボール
- 剣道
- バレーボール
- 野球
- 卓球
- ソフトテニス
- バドミントン
- サッカー

### 文化部
- 合唱
- 吹奏楽
- JRCインターアクト
- 美術
- 書道
- 演劇

## 交通
- JR東北本線本宮駅より徒歩。
  - 福島交通運行のバス路線は2009年3月にて廃止され、4月からは本宮市による通学バスが運行されている。

## 著名な出身者
- 小原五郎（元プロ野球読売巨人軍選手）